# Турецкий дом (Краков)
Турецкий дом (пол. Dom Turecki) — историческое здание, архитектурный памятник, находящийся на улице Длугая, 31 на перекрёстке с улицей Пендзихув, 2 в краковском историческом районе Клепаж, Польша. Здание внесено в реестр охраняемых памятников Малопольского воеводства.
Здание было построено в 1885 году и первоначально имело два этажа. В 1910 году здание было перестроено по проекту польского архитектора Генрика Ламенсдорфа для участника польского восстания 1863 года и офицера османской армии Артура Теодора Райского. Во время перестройки к дому был пристроен третий этаж и внутренний дворик. На крыше главного фасада были установлены три шпиля, покрытые коническими шлемами. Средний шпиль был сооружен в виде символического минарета. Согласно городской легенде, эти шпили были сооружены для жены Артура Райского, которая была якобы мусульманкой, чтобы она помнила о своей родине. Однако, существует документ о строительстве, под которым стоит подпись Юзефы Серочинской, которая была женой Артура Райского.
На фасаде здания находится мемориальная табличка в память создателя польских ВВС бригадного генерала Людомила Райского, который проживал в этом здании. Возле входа на небольшой колонне стоит статуя Пресвятой Девы Марии, которая была установлена здесь в 1897 года вместо упавшей в июле 1865 года во время урагана более ранней версии.
16 сентября 1988 года здание было внесено в реестр памятников культуры Малопольского воеводства (№ А-782).

## Ссылка
- Информация  (пол.)